# Dorothy Christy
Dorothy Christy (Reading, 26 de mayo de 1906–Santa Mónica, 21 de mayo de 1977) fue una actriz teatral y cinematográfica estadounidense.

## Biografía
Nacida en Reading, Pensilvania, su verdadero nombre era Dorothea J. Seltzer. A lo largo de su carrera tuvo la oportunidad de actuar junto a intérpretes como Will Rogers, Buster Keaton y los Hermanos Marx, además de Stan Laurel y Oliver Hardy, con los que trabajó en Sons of the Desert (1933) con el papel de Mrs Laurel. Precisamente con Laurel y Hardy hizo su primera película, That's My Wife, de Lloyd French (1929). Uno de sus principales personajes fue el de la reina Tika de Murania en The Phantom Empire, un serial protagonizado por Gene Autry en 1935. Terminó su trayectoria cinematográfica actuando en So Big, de Robert Wise (1953), con Jane Wyman y Sterling Hayden en el reparto. Después se retiró definitivamente.
Dorothy Christy falleció en Santa Mónica, California, por causas naturales, en 1977.

## Selección de su filmografía
- 1929 : That's My Wife, de Lloyd French
- 1930 : Extravagance, de Phil Rosen
- 1930 : Playboy of Paris, de Ludwig Berger
- 1931 : The Devil Plays, de Richard Thorpe
- 1931 : King of the Wild, de B. Reeves Eason y Richard Thorpe
- 1931 : Parlor, Bedroom and Bath, de Edward Sedgwick
- 1931 : Grief Street, de Richard Thorpe
- 1931 : Gold Dust Gertie, de Lloyd Bacon
- 1932 : Forbidden Company, de Richard Thorpe
- 1932 : Devil and the Deep, de Marion Gering
- 1932 : Slightly Married, de Richard Thorpe
- 1933 : Only Yesterday, de John M. Stahl
- 1933 : Sons of the Desert, de William A. Seiter
- 1934 : 6 Day Bike Rider, de Lloyd Bacon
- 1934 : Ojos cariñosos, de David Butler
- 1934 : Servant's Entrance, de Frank Lloyd
- 1934 : Kiss and Make-Up, de Harlan Thompson y Jean Negulesco
- 1935 : The Phantom Empire, de Otto Brower y B. Reeves Eason
- 1935 : The Daring Young Man, de William A. Seiter
- 1937 : Slave Ship, de Tay Garnett
- 1937 : Topper, de Norman Z. McLeod
- 1938 : Submarine Patrol, de John Ford
- 1942 : The Affairs of Jimmy Valentine, de Bernard Vorhaus
- 1944 : Cowboy and the Senorita, de Joseph Kane
- 1945 : Junior Miss, de George Seaton
- 1945 : Flame of Barbary Coast, de Joseph Kane
- 1946 : Little Giant, de William A. Seiter
- 1947 : The Unfaithful, de Vincent Sherman
- 1947 : Scared to Death, de Christy Cabanne
- 1947 : Miracle on 34th Street, de George Seaton
- 1949 : The Fountainhead, de King Vidor
- 1953 : So Big, de Robert Wise

## Galería fotográfica

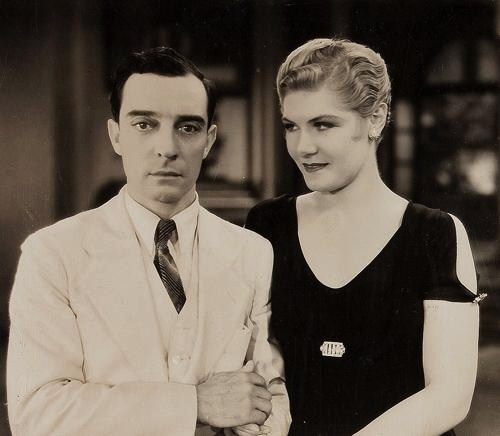
Con Buster Keaton en Parlor, Bedroom and Bath (1931)
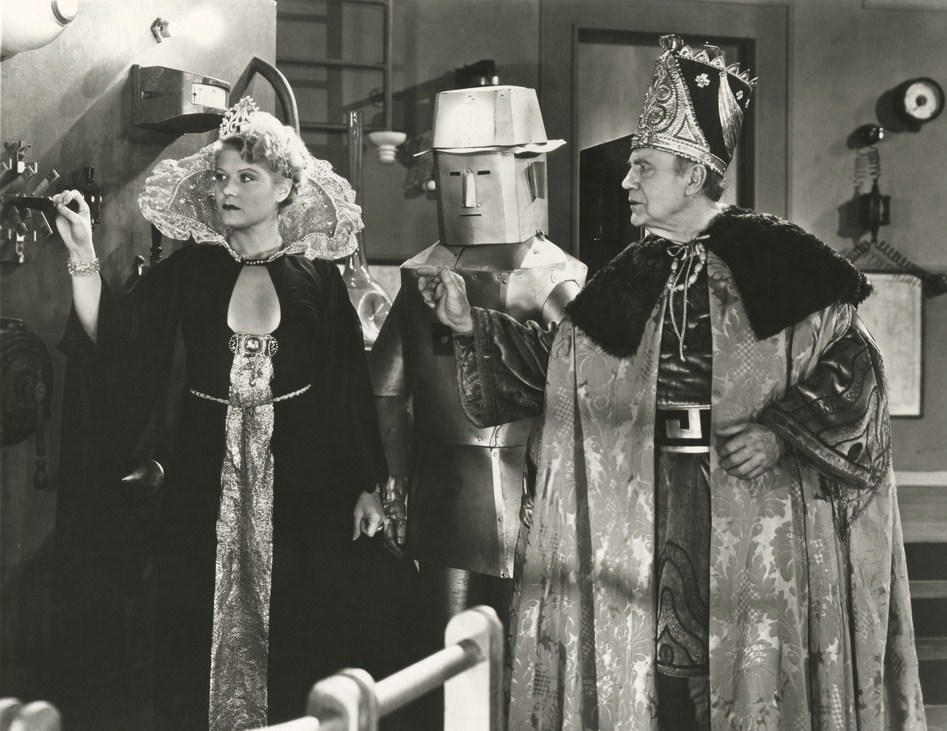
Con Charles K. French (der.) en The Phantom Empire (1935)
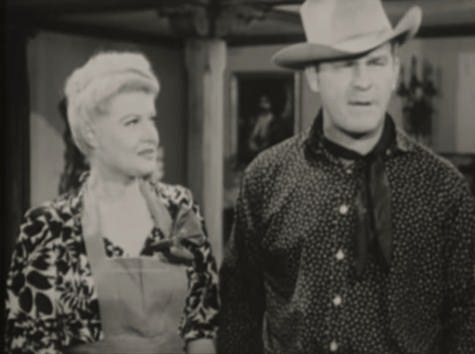
Con Guinn Williams en Cowboy and the Senorita (1944)
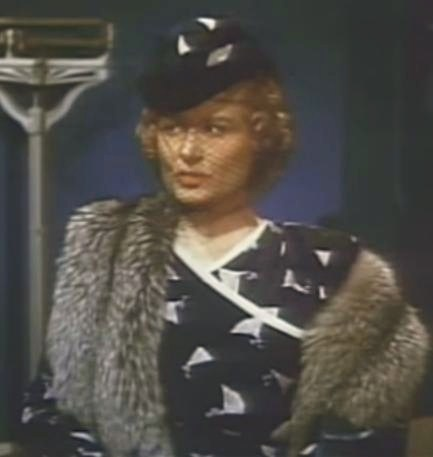
En Scared to Death (1947)